# RBC in het seizoen 1967/68
Het seizoen 1967/1968 was het 14e jaar in het bestaan van de Roosendaalse betaaldvoetbalclub RBC. De club kwam uit in de Eerste divisie en eindigde op de 14e plaats. Tevens deed de club mee aan het toernooi om de KNVB beker, hierin werd de club in de groepsfase uitgeschakeld.

## Wedstrijdstatistieken

### Eerste divisie
|       | AZ '67 | Blauw-Wit | FC Den Bosch '67 | SC Cambuur | D.F.C. | Eindhoven | Elinkwijk | Haarlem | Heracles | Holland Sport | HVC   | RCH   | SVV   | Velox | Vitesse | De Volewijckers | FC VVV | Willem II |
| ----- | ------ | --------- | ---------------- | ---------- | ------ | --------- | --------- | ------- | -------- | ------------- | ----- | ----- | ----- | ----- | ------- | --------------- | ------ | --------- |
| Thuis | 0 – 2  | 1 – 1     | 1 – 0            | 1 – 0      | 3 – 0  | 0 – 0     | 2 – 1     | 1 – 2   | 0 – 0    | 0 – 2         | 1 – 1 | 2 – 0 | 0 – 0 | 2 – 0 | 2 – 0   | 0 – 2           | 1 – 0  | 2 – 0     |
| Uit   | 1 – 0  | 0 – 0     | 4 – 1            | 8 – 1      | 6 – 0  | 1 – 1     | 2 – 0     | 4 – 1   | 1 – 0    | 3 – 2         | 2 – 0 | 1 – 4 | 1 – 0 | 1 – 2 | 3 – 1   | 1 – 1           | 2 – 0  | 2 – 0     |

### KNVB beker
| Groepsfase                                    | Excelsior                                                               | 5 – 0 (3 – 0) | RBC                         |
| 31 december 1967 Plaats: Rotterdam Woudestein | Hans Bassant 8', 51' Gerard Weber 9' Piet Luck 25' (pen.) Dick Beek 75' |               |                             |
| Groepsfase                                    | RBC                                                                     | 0 – 1 (0 – 0) | D.F.C.                      |
| 25 februari 1968 Plaats: Roosendaal De Luiten |                                                                         |               | 50' Jan Klijnjan            |
| Groepsfase                                    | RBC                                                                     | 2 – 2 (0 – 1) | Feijenoord                  |
| 24 maart 1968 Plaats: Roosendaal De Luiten    | Frans Salawane 65' Floor Verhagen 88'                                   |               | 30', 60' (pen.) Jan Boskamp |

## Statistieken RBC 1967/1968

### Eindstand RBC in de Nederlandse Eerste divisie 1967 / 1968
| Stand | Gespeeld | Gewonnen | Gelijk | Verloren | Punten | Doelpunten voor | Doelpunten tegen |
| ----- | -------- | -------- | ------ | -------- | ------ | --------------- | ---------------- |
| 14e   | 36       | 11       | 8      | 17       | 30     | 33              | 54               |

### Topscorers
| #      | Naam            | Goal |
| ------ | --------------- | ---- |
| 1.     | Floor Verhagen  | 9    |
| 2.     | Frans Salawane  | 5    |
| 2.     | Anton Vergouwen | 5    |
| 4.     | Frans Schouw    | 4    |
| 5.     | Johan den Haan  | 3    |
| 5.     | Ben Redel       | 3    |
| 7.     | Geert Rockx     | 2    |
| 8.     | Pierre van Hal  | 1    |
| 8.     | Piet Hopstaken  | 1    |
| Totaal | Totaal          | 33   |

| #      | Naam           | Goal |
| ------ | -------------- | ---- |
| 1.     | Frans Salawane | 1    |
| 1.     | Floor Verhagen | 1    |
| Totaal | Totaal         | 2    |

## Voetnoten
AZ '67 ·
Blauw-Wit ·
Cambuur ·
FC Den Bosch '67 ·
D.F.C. ·
Elinkwijk ·
Eindhoven ·
Haarlem ·
Heracles ·
Holland Sport ·
HVC ·
RBC ·
RCH ·
SVV ·
Velox ·
Vitesse ·
De Volewijckers ·
FC VVV ·
Willem II